# Puerto Pirámides
Puerto Pirámides è un comune dell'Argentina situato nel dipartimento di Biedma, in provincia di Chubut. Si affaccia sul Golfo Nuevo, del Mar Argentino.